# Minnie Abercrombie
Minnie Abercrombie (14 de noviembre de 1909-25 de noviembre de 1984) nacida Johnson, fue una zoóloga británica. Trabajó en invertebrados y en la industria editorial, conducido con su marido, Michael Abercrombie.

## Biografía
Nació en 1909. Asistió al Waverley Carretera Escuela Secundaria en Birmingham, donde completó certificados en química, zoología, botánica, e historia. Obtuvo un Bachelor de ciencia y Ph.D por la Universidad de Birmingham en 1930 y 1932, respectivamente; estudiando control de respiración en invertebrados.

## Carrera
En 1932,  es nombrada conferenciante en el Departamento de Zoología en su alma mater, y durante la Segunda Guerra Mundial fue promovida a jefa suplente. Se casó con Michael Abercrombie en 1939 y colaboró con él extensamente en trabajos científicos y de extensión. La pareja empezó con la revista Biología Nueva en 1945, que apuntaba a personas jóvenes y fue altamente popular, vendiendo centenares de miles de copias en su carrera de 31 años. Fue una autoridad en educación médica más tarde en vida, y también publicó varios libros.

## Algunas publicaciones
- Johnson, ML y RJ Whitney (1939) Método colorimétrico para valoración de oxígeno disuelto en el campo. J. Biología experimental 16 (1) 56 - 59.
- Johnson, ML (1942) The respiratory function of the haemoglobin of the earthworm. J. Biología experimental 18 (3) 266 - 277.